# Episodi di Quarry - Pagato per uccidere
La prima e unica stagione della serie televisiva Quarry - Pagato per uccidere, composta da otto episodi, è stata trasmessa in prima visione negli Stati Uniti da Cinemax dal 9 settembre al 28 ottobre 2016.
In Italia, la stagione è andata in onda in prima visione sul canale satellitare Sky Atlantic dal 19 dicembre 2016 al 9 gennaio 2017.
| nº | Titolo originale          | Titolo italiano                          | Prima TV USA      | Prima TV Italia  |
| -- | ------------------------- | ---------------------------------------- | ----------------- | ---------------- |
| 1  | You Don't Miss Your Water | Il beneficio dell'acqua                  | 9 settembre 2016  | 19 dicembre 2016 |
| 2  | Figure Four               | Figura quattro                           | 16 settembre 2016 | 19 dicembre 2016 |
| 3  | A Mouthful of Splinters   | Il rapimento                             | 23 settembre 2016 | 26 dicembre 2016 |
| 4  | Seldom Realized           | Le paure più profonde                    | 30 settembre 2016 | 26 dicembre 2016 |
| 5  | Coffee Blues              | Horla                                    | 7 ottobre 2016    | 2 gennaio 2017   |
| 6  | His Deeds Were Scattered  | Le sue buone azioni si diffusero ovunque | 14 ottobre 2016   | 2 gennaio 2017   |
| 7  | Carnival of Souls         | La giostra delle anime                   | 21 ottobre 2016   | 9 gennaio 2017   |
| 8  | nước chảy đá mòn          | L'acqua erode la roccia                  | 28 ottobre 2016   | 9 gennaio 2017   |